# Кидуели
Кидуѐли (на английски: Kidwelly; на уелски: Cydweli, Къдуѐли) е град в Южен Уелс, графство Кармартъншър. Разположен е около устието на река Гуендрайт в залива Кармартън Бей на Атлантически океан на около 60 km на северозапад от столицата Кардиф. На около 20 km на север от Кидуели се намира главният административен център на графството Кармартън. На 19 km на югоизток от Кидуели по крайбрежието на залива Кармартън Бей се намира най-големият град в графството Ланели. Първите сведения за града датират от 1106 г., когато тук е построен замък. Днес замъка Кидуели Касъл е туристическа атракция. Има жп гара. Морски курорт. Населението му е около 3000 жители според данни от преброяването през 2001 г.